# Ralph Vary Chamberlin
Ralph Vary Chamberlin (Salt Lake City, 3 gennaio 1879 – Salt Lake City, 1967) è stato uno zoologo e aracnologo statunitense.

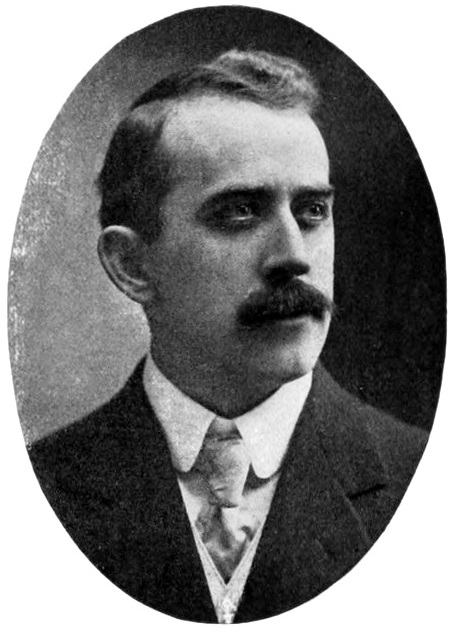
Ralph V. Chamberlin, 1911

Acquisì il suo dottorato alla Cornell University nel 1904. È stato docente di zoologia alla Brigham Young University dal 1908 al 1911, e della Utah University dal 1925 al 1938.
Ha vissuto presso gli indiani Gosiute, tribù affine agli Shoshoni, per lo studio dei vegetali e delle piante che essi adoperavano e di questa esperienza ha scritto Ethnobotany of the Gosiute Indians of Utah, dove mette in rilievo gli usi medicinali di queste piante.
Si è occupato di policheti, millepiedi, pseudoscorpioni e soprattutto di ragni.
Sposò Daisy Della Ferguson nel 1899, da cui ebbe 4 figli in 11 anni di matrimonio e nel 1922 sposò Edith Simmons che lo rese padre di altri 6 figli.
In aggiunta ai molti suoi scritti scientifici è anche l'autore di The University of Utah: The First Hundred Years.
Chamberlin ha descritto ben 77 generi e 1001 specie dal 1904 al 1958, 464 specie e 38 generi dei quali insieme all'aracnologo Wilton Ivie. È lo zio di Joseph Conrad Chamberlin, col quale ha descritto numerose specie di pseudoscorpioni.

## Specie e generi descritti
Ha descritto e denominato, in ordine alfabetico, molti generi, fra i quali:
- Aculepeira CHAMBERLIN & IVIE, 1942 (Araneidae), (Araneae)
- Anachemmis CHAMBERLIN, 1919 (Tengellidae), (Araneae)
- Anacornia CHAMBERLIN & IVIE, 1933 (Linyphiidae), (Araneae)
- Anibontes CHAMBERLIN, 1924 (Linyphiidae), (Araneae)
- Anicius CHAMBERLIN, 1925 (Salticidae), (Araneae)
- Anopsicus CHAMBERLIN & IVIE, 1938 (Pholcidae), (Araneae)
- Apodrassus CHAMBERLIN, 1916 (Gnaphosidae), (Araneae)
- Araniella CHAMBERLIN & IVIE, 1942 (Araneidae), (Araneae)
- Arcuphantes CHAMBERLIN & IVIE, 1943 (Linyphiidae), (Araneae)
- Barrisca CHAMBERLIN & IVIE, 1936 (Trechaleidae), (Araneae)
- Barronopsis CHAMBERLIN & IVIE, 1941 (Agelenidae), (Araneae)
- Blabomma CHAMBERLIN & IVIE, 1937 (Dictynidae), (Araneae)
- Calilena CHAMBERLIN & IVIE, 1941 (Agelenidae), (Araneae)
- Calisoga CHAMBERLIN, 1937 (Nemesiidae), (Araneae)
- Callobius CHAMBERLIN, 1947 (Amaurobiidae), (Araneae)
- Calymmaria CHAMBERLIN & IVIE, 1937 (Hahniidae), (Araneae)
- Clavopelma CHAMBERLIN, 1940 (Theraphosidae), (Araneae)
- Coloncus CHAMBERLIN, 1948 (Linyphiidae), (Araneae)
- Cybaeina CHAMBERLIN & IVIE, 1932 (Cybaeidae), (Araneae)
- Cybaeota CHAMBERLIN & IVIE, 1933 (Cybaeidae), (Araneae)
- Cybaeozyga CHAMBERLIN & IVIE, 1937 (Cybaeidae), (Araneae)
- Dirksia CHAMBERLIN & IVIE, 1942 (Hahniidae), (Araneae)
- Disembolus CHAMBERLIN & IVIE, 1933 (Linyphiidae), (Araneae)
- Drassyllus CHAMBERLIN, 1922 (Gnaphosidae), (Araneae)
- Emblyna CHAMBERLIN, 1948 (Dictynidae), (Araneae)
- Ethobuella CHAMBERLIN & IVIE, 1937 (Hahniidae), (Araneae)
- Haplodrassus CHAMBERLIN, 1922 (Gnaphosidae), (Araneae)
- Hololena CHAMBERLIN & GERTSCH, 1929 (Agelenidae), (Araneae)
- Ishania CHAMBERLIN, 1925 (Zodariidae), (Araneae)
- Kibramoa CHAMBERLIN, 1924 (Plectreuridae), (Araneae)
- Linyphantes CHAMBERLIN & IVIE, 1942 (Linyphiidae), (Araneae)
- Litopyllus CHAMBERLIN, 1922 (Gnaphosidae), (Araneae)
- Masoncus CHAMBERLIN, 1948 (Linyphiidae), (Araneae)
- Masonetta CHAMBERLIN & IVIE, 1939 (Linyphiidae), (Araneae)
- Metellina CHAMBERLIN & IVIE, 1941 (Tetragnathidae), (Araneae)
- Montilaira CHAMBERLIN, 1921 (Linyphiidae), (Araneae)
- Nodocion CHAMBERLIN, 1922 (Gnaphosidae), (Araneae)
- Nopsides CHAMBERLIN, 1924 (Caponiidae), (Araneae)
- Novalena CHAMBERLIN & IVIE, 1942 (Agelenidae), (Araneae)
- Oaphantes CHAMBERLIN & IVIE, 1943 (Linyphiidae), (Araneae)
- Orinocosa CHAMBERLIN, 1916 (Lycosidae), (Araneae)
- Orodrassus CHAMBERLIN, 1922 (Gnaphosidae), (Araneae)
- Orthonops CHAMBERLIN, 1924 (Caponiidae), (Araneae)
- Phantyna CHAMBERLIN, 1948 (Dictynidae), (Araneae)
- Phruronellus CHAMBERLIN, 1921 (Corinnidae), (Araneae)
- Phrurotimpus CHAMBERLIN & IVIE, 1935 (Corinnidae), (Araneae)
- Piabuna CHAMBERLIN & IVIE, 1933 (Corinnidae), (Araneae)
- Pimoa CHAMBERLIN & IVIE, 1943 (Pimoidae), (Araneae)
- Pimus CHAMBERLIN, 1947 (Amaurobiidae), (Araneae)
- Platoecobius CHAMBERLIN & IVIE, 1935 (Oecobiidae), (Araneae)
- Pycnothele CHAMBERLIN, 1919 (Nemesiidae), (Araneae)
- Rualena CHAMBERLIN & IVIE, 1942 (Agelenidae), (Araneae)
- Saltonia CHAMBERLIN & IVIE, 1942 (Dictynidae), (Araneae)
- Schizocosa CHAMBERLIN, 1904 (Lycosidae), (Araneae)
- Sosticus CHAMBERLIN, 1922 (Gnaphosidae), (Araneae)
- Spirembolus CHAMBERLIN, 1920 (Linyphiidae), (Araneae)
- Tachygyna CHAMBERLIN & IVIE, 1939 (Linyphiidae), (Araneae)
- Tarsonops CHAMBERLIN, 1924 (Caponiidae), (Araneae)
- Tibioplus CHAMBERLIN & IVIE, 1947 (Linyphiidae), (Araneae)
- Tidarren CHAMBERLIN & IVIE, 1934 (Theridiidae), (Araneae)
- Tivodrassus CHAMBERLIN & IVIE, 1936 (Prodidomidae), (Araneae)
- Tivyna CHAMBERLIN, 1948 (Dictynidae), (Araneae)
- Tortolena CHAMBERLIN & IVIE, 1941 (Agelenidae), (Araneae)
- Tricholathys CHAMBERLIN & IVIE, 1935 (Dictynidae), (Araneae)
- Tugana CHAMBERLIN, 1948 (Amaurobiidae), (Araneae)
- Tunagyna CHAMBERLIN & IVIE, 1933 (Linyphiidae), (Araneae)
- Tutaibo CHAMBERLIN, 1916 (Linyphiidae), (Araneae)
- Varacosa CHAMBERLIN & IVIE, 1942 (Lycosidae), (Araneae)
- Wadotes CHAMBERLIN, 1925 (Amaurobiidae), (Araneae)
- Wanops CHAMBERLIN & IVIE, 1938 (Oonopidae), (Araneae)
- Wubana CHAMBERLIN, 1919 (Linyphiidae), (Araneae)
- Yorima CHAMBERLIN & IVIE, 1942 (Dictynidae), (Araneae)
- Yumates CHAMBERLIN, 1924 (Oonopidae), (Araneae)
- Zanomys CHAMBERLIN, 1948 (Amaurobiidae), (Araneae)
- Zygottus CHAMBERLIN, 1948 (Linyphiidae), (Araneae)

e specie, solo per ricordarne qualcuna:
- Diguetia stridulans CHAMBERLIN, 1924 (Diguetidae), (Araneae)
- Megahexura fulva CHAMBERLIN, 1919 (Mecicobothriidae), (Araneae)

## Portano il suo nome
In suo onore sono state denominati molte specie di animali, per lo più ragni, fra cui:
- Aphonopelma chamberlini SMITH, 1995 (Theraphosidae), (Araneae)
- Formicoxenus chamberlini WHEELER, 1904 (Formicidae), (Hymenoptera)
- Lepthyphantes chamberlini SCHENKEL, 1950 (Linyphiidae), (Araneae)
- Lopidea chamberlini KNIGHT, 1965 (Miridae), (Hemiptera)
- Mallos chamberlini BOND & OPELL, 1997 (Dictynidae), (Araneae)
- Pyrgulopsis chamberlini HERSHLER, 1998 (Hydrobiidae), (Gastropoda)
- Symmyrmica chamberlini WHEELER, 1904 (Formicidae), (Hymenoptera)
- Tibellus chamberlini GERTSCH, 1933 (Philodromidae), (Araneae)

| Chamberlin è l'abbreviazione standard utilizzata per le specie animali descritte da Ralph Vary Chamberlin. Categoria:Taxa classificati da Ralph Vary Chamberlin |